# Liste der denkmalgeschützten Objekte in Preitenegg
Die Liste der denkmalgeschützten Objekte in Preitenegg enthält die denkmalgeschützten, unbeweglichen Objekte der Gemeinde Preitenegg.

## Denkmäler
| Foto |                 | Denkmal                                                                      | Standort                                             | Beschreibung | Metadaten |
| ---- | --------------- | ---------------------------------------------------------------------------- | ---------------------------------------------------- | --- | --- |
| ja   | Datei hochladen | Kath. Pfarrkirche hl. Nikolaus und Friedhof HERIS-ID: 54434 Objekt-ID: 62709 | bei Preitenegg 3 Standort KG: Unterpreitenegg        | Saalraum und Chorquadrat der Chorturmkirche sind im Kern romanisch. Der Turm wurde um die <Wende vom 14. zum 15. Jahrhundert errichtet, Anfang des 16. Jahrhunderts kamen der spätgotische Choranbau und das Westportal hinzu. Drei Altäre, die Kanzel, eine Madonnenskulptur und mehrere qualitätsvolle Leinwandgemälde stammen alle aus der Mitte des 18. Jahrhunderts. | BDA-Hist.: Q2082895 Status: § 2a Stand der BDA-Liste: 2025-06-30 Name: Kath. Pfarrkirche hl. Nikolaus und Friedhof GstNr.: .9, 20/2 Pfarrkirche St Nikolaus, Preitenegg |
| ja   | Datei hochladen | Figur hl. Bischof HERIS-ID: 64967 Objekt-ID: 77745                           | bei Preitenegg 5 Standort KG: Unterpreitenegg        | | BDA-Hist.: Q38108774 Status: § 2a Stand der BDA-Liste: 2025-06-30 Name: Figur hl. Bischof GstNr.: 80 Statue of Saint Nicholas, Preitenegg                               |
| ja   | Datei hochladen | Kath. Filialkirche hl. Johannes Nepomuk HERIS-ID: 64966 Objekt-ID: 77744     | gegenüber Waldenstein 3 Standort KG: Unterpreitenegg | Die kleine barocke Kirche mit Giebelreiter wurde 1752 errichtet. Die Wand- und Deckenfresken von Friedrich Freidenberger stammen ebenso wie die Einrichtung (Altar, Empore, Schnitzstatuen, Gemälde, Kanzel) aus der Bauzeit. | BDA-Hist.: Q1413304 Status: Bescheid Stand der BDA-Liste: 2025-06-30 Name: Kath. Filialkirche hl. Johannes Nepomuk GstNr.: .98 Filialkirche Waldenstein                 |